# Jake Marisnick
Jacob Shawn Marisnick (né le 30 mars 1991 à Tampa, Floride, États-Unis) est un voltigeur des Ligues majeures de baseball qui évolue avec les Astros de Houston.

## Carrière

### Marlins de Miami
Jake Marisnick est un choix de troisième ronde des Blue Jays de Toronto en 2009. Il apparaît aux 67e et 64e rangs de la liste annuelle des 100 meilleurs joueurs d'avenir dressée par Baseball America en 2012 et 2013, respectivement, et se classe cette première année 3e meilleur prospect des Blue Jays,.
Le 19 novembre 2012, le jeune homme de 21 ans est l'un des nombreux joueurs impliqués dans une méga-transaction entre Toronto et les Marlins de Miami. Les Blue Jays obtiennent l'arrêt-court vedette José Reyes, le lanceur gaucher Mark Buerhle, le lanceur droitier Josh Johnson, le joueur d'utilité Emilio Bonifacio et le receveur John Buck en retour de Marisnick, de l'arrêt-court Yunel Escobar, du joueur d'avant-champ Adeiny Hechavarria, du receveur Jeff Mathis, des lanceurs droitiers Henderson Alvarez et Anthony DeSclafani et du lanceur gaucher Justin Nicolino.
Jake Marisnick fait ses débuts dans le baseball majeur avec Miami le 23 juillet 2013, le même jour qu'un autre espoir des Marlins, Christian Yelich. Il obtient son premier coup sûr au plus haut niveau le 26 juillet suivant aux dépens du lanceur Jeff Locke des Pirates de Pittsburgh. Il frappe son premier coup de circuit dans les majeures le 31 juillet 2013 aux dépens du lanceur Jenrry Mejia des Mets de New York. En 40 matchs à sa première année chez les Marlins, Marisnick affiche une faible moyenne au bâton de ,183 avec un circuit, 5 points produits et 3 buts volés. 
En 2014, il joue la première moitié de la saison chez les Zephyrs de La Nouvelle-Orléans, le club-école des Marlins mais est rappelé par Miami pour 14 matchs. Ses problèmes au bâton au niveau majeur sont toujours bien présents, comme en témoigne sa moyenne au bâton de ,167 en 51 passages au bâton lors de ces matchs.

### Astros de Houston
Le 31 juillet 2014, les Marlins échangent Marisnick et deux joueurs des ligues mineures, le troisième but Colin Moran et le lanceur droitier Francis Martes, aux Astros de Houston contre le lanceur partant droitier Jarred Cosart, le voltigeur Kike Hernández et le voltigeur Austin Wates.